# Російський державний історичний архів
Російський державний історичний архів, РДІА (рос. Российский государственный исторический архив, РГИА) — архівна установа Російської Федерації.

## Історія
Архів було засновано 1925 року як Ленінградський центральний історичний архів, на базі Ленінградських відділень Центрархіва СРСР, який у свою чергу був заснований трьома роками раніше. У цих секціях матеріали, в майбутньому сформували РГІА, зберігалися в II (юридичному) відділенні, секції народного господарства та ін.. У 1924 році ці матеріали були на якийсь час перевезені в Москву, як частина так званого Петроградського історико-революційного архіву.
В 1929 році Ленінградський і Московський державний історичний архіви були об'єднані в Центральний Історичний Архів СРСР, у складі якого діяло Ленінградське відділення (ЛВЦІА), розділене на 4 відділення: народного господарства, політики і права, культури і побуту і армії і флоту, а в 1934 році на базі цих архівних відділень ЛОЦІА були створені незалежні архіви (Архів народного господарства, Архів внутрішньої політики, культури і побуту), пізніше з 1936 року стали центральними. У 1941 році на їх основі був створений Центральний державний історичний архів Ленінграда (ЦДІАЛ).
1961 року архів отримав свою остаточну назву до кінця Радянської епохи — Центральний державний історичний архів СРСР. У ЦДІА СРСР було передано частину фондів вищих і центральних установ Російської імперії, і навіть ряд фондів особового походження, що зберігалися раніше в Центральному державному історичному архіві Москви (ЦГІАМ) і Центрального архіву давніх актів (ЦДАДА).
У 1992 році архів отримав свою колишню назву — Російський державний історичний архів. У 1993 році був включений до Державного звіт особливо цінних об'єктів культурної спадщини народів Російської Федерації.
До 2006 року архів знаходився у будівлі Сенату та Синоду, але потім у зв'язку з передачею цієї будівлі Конституційному суду та Президентської бібліотеці архів переїхав у спеціально для нього побудоване нову будівлю.
З архівом пов'язано гучну кримінальну справу про крадіжку кількох тисяч старовинних документів з його фондів антикваром Володимиром Файнбергом.